# Les Schtroumpfs (série télévisée d'animation, 1981)
Pour les articles homonymes, voir Schtroumpf (homonymie).
Les Schtroumpfs (The Smurfs) est une série télévisée d'animation belgo-américaine 303 épisodes en ajout de 124 segments de 26 minutes adaptée par les studios Hanna-Barbera des personnages imaginés par Peyo et diffusée entre le 1er septembre 1981 et le 2 décembre 1989 sur le réseau NBC.
En Belgique, le dessin-animé a été diffusé à partir du 3 octobre 1982 la RTBF en 1987 sur RTL-TVI et en 1998 sur Club RTL puis au Luxembourg sur RTL Télévision et RTL TV de 1982 à 1995. 
En France, les saisons 1 à 3 ont été diffusées à partir du 27 décembre 1982 sur Antenne 2 dans l'émission Récré A2 ensuite rediffusées à partir de 1988 dans L'été en baskets, puis Éric et Compagnie. À noter que certains épisodes des saisons 2 et 3 ont été diffusés sous le titre Johan et Pirlouit à partir du 10 octobre 1984 dans Récré A2, lorsqu'ils étaient centrés sur les deux personnages. La Cinq a diffusé les saisons 4 à 8 du 23 février 1986 au 12 avril 1992. La saison 9 a été diffusée du 16 août 1995  au 21 février 1996  sur France 2 et puis le dessin-animé a été diffusé sur M6 dès 2003 et Gulli en 2024.
Au Québec, la série a été diffusée à partir du 12 septembre 1983 à la Télévision de Radio-Canada. Les épisodes avec Johan et Pirlouit sont regroupés et diffusés sous le titre Les Schtroumpfs dans Johan et Pirlouit à partir du 8 décembre 1984. La série est rediffusée à partir du 6 septembre 1993 sur Canal Famille.

## Synopsis
Ils sont au nombre de 102 et nichent dans les champignons d'une forêt. Très friands de salsepareille, ils se ressemblent tous mais ont des métiers ou des spécialités différentes. Lorsqu'ils parlent, ils remplacent la plupart des noms par « schtroumpf » et des verbes par « schtroumpfer ». Ces minuscules créatures bleues sont appelées les Schtroumpfs.
Seuls se distinguent le Grand Schtroumpf, chef du village, et la Schtroumpfette. On reconnaît le Grand Schtroumpf à sa barbe blanche et à ses bonnet et culotte rouges. En l'absence de ce dernier, tous les Schtroumpfs veulent être le chef et force est de constater que c'est la zizanie à chaque fois. On reconnaît facilement la Schtroumpfette à ses cheveux blonds. Étant la seule fille du village, elle est cause de discorde et de jalousie parmi les Schtroumpfs.
Leurs plus grands ennemis sont le sorcier Gargamel et le chat roux de ce dernier, Azraël, qui voudrait bien les mettre à son menu.

## Fiche technique
- Titre original : The Smurfs
- Titre français : Les Schtroumpfs

## Historique

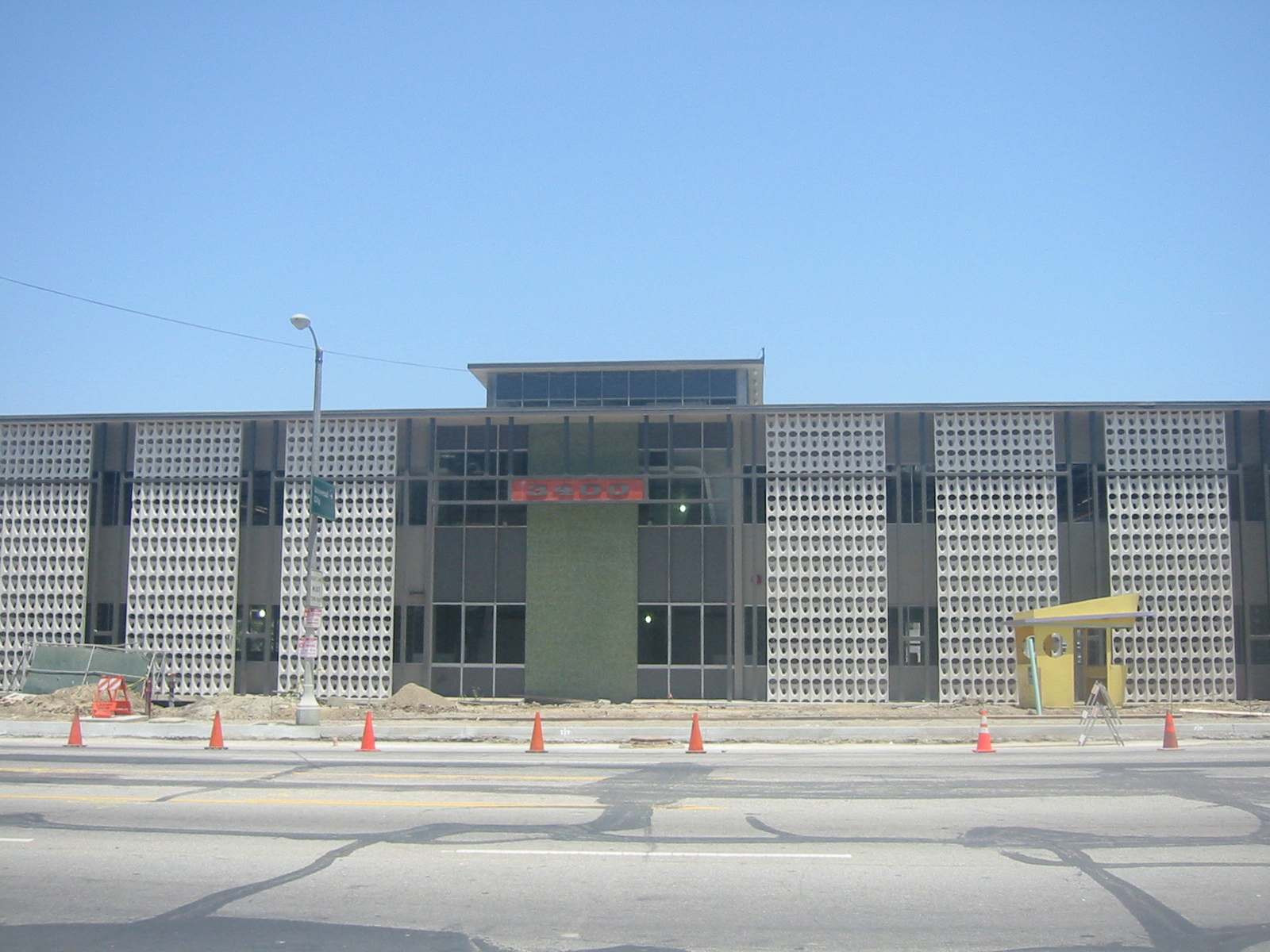
Les studios d'Hanna-Barbera Productions en 2007.

En 1979, Dupuis souhaite relancer sa filiale publicitaire, la Société d'Édition, de Presse et de Publicité. À cet effet, les responsables engagent José Dutilieu et le Néerlandais Freddy Monnickendam à la direction. En 1980, les deux hommes participent au Marché international des contenus audiovisuels et numériques de Cannes où ils sont chargés de vendre les dessins animés de TVA Dupuis. Ils prennent contact notamment avec les représentants des chaînes de télévisions américaines, qui se montrent toutefois sceptiques quant au succès que pourraient avoir ces produits européens auprès du public américain. À la même période, un représentant d'une entreprise de jouets en peluche américaine remarque, lors d'un voyage en Angleterre, une petite figurine de Schtroumpfs offerte par une marque d'essence. Il décide d'importer ces figurines aux États-Unis et de les décliner aussi en peluche. Peu après, Fred Silbermann, directeur de la chaîne de télévision National Broadcasting Company, remarque que sa petite-fille est tombée folle de sa peluche schtroumpf et prend conscience qu'il y a peut-être un filon pour sa chaîne avec ces petits lutins bleus. La SEPP va signer un contrat très avantageux pour Peyo, car la chaîne doit notamment commander automatiquement 13 nouveaux épisodes chaque fois que la série est classée numéro un des audiences américaines. C'est le studio Hanna-Barbera Productions qui est choisi pour réaliser le dessin animé.
Dans le contrat, Peyo a notamment un droit de regard sur tous les scénarios de Hanna-Barbera mettant en scène Les Schtroumpfs. Pour la première réunion de travail, Peyo est invité dans les studios à Los Angeles accompagné d'Yvan Delporte, qui lui sert de traducteur. Tout de suite, Peyo met les choses au clair : il ne souhaite pas que ses personnages s'américanisent et on ne doit pas voir de chewing-gum ou de Coca-Cola dans la bouche des Schtroumpfs. Peyo va aussi mettre son veto sur le fait de différencier chaque Schtroumpf au moyen d'un costume propre. Pour les scénarios qui lui arrivent, il refuse systématiquement ceux mettant en scène l'argent, qui sont très nombreux, puisqu'il n'y a pas d'argent dans le village. Il découvre aussi l'autocensure américaine où chaque action est mûrement réfléchie de peur qu'un scandale soit instrumentalisé par une chaîne concurrente. Ainsi le Grand Schtroumpf ne peut plus se servir de philtres de peur que cette pratique soit assimilée à de la drogue et les Schtroumpfs noirs deviennent violets par peur d'accusations de racisme. Peyo est en revanche enthousiasmé par le travail des comédiens lors du doublage qui lui semblent avoir parfaitement saisi les personnages.
Le premier épisode est diffusé le 12 septembre 1981 sur NBC et les résultats dépassent les espérances. Les Schtroumpfs vont rapidement devenir numéro un du samedi matin, atteignant jusqu'à 42 % d'audience. Cela signe le plus grand succès de la chaîne depuis vingt ans pour un programme destiné aux enfants, alors que jusque là elle était dépassée par toutes ses concurrentes. Seul Bugs Bunny en son temps a eu une audience égale à celle des Schtroumpfs. Le succès permet à la chaîne de vendre le dessin animé dans 47 pays, dont la Belgique et la France, où la série arrive un an après sa diffusion outre-Atlantique. De son côté, Peyo est submergé par la méthode de travail des studios américains, ses corrections sur les scénarios ne sont pratiquement plus prises en compte, car le temps que le studio reçoive le manuscrit corrigé, l'épisode est pratiquement terminé. De plus, Les Schtroumpfs qui vont s'imposer graphiquement dans le marchandisage sont ceux des studios Hanna-Barbera et non plus ceux de Peyo.
Les rapports entre les studios Hanna-Barbera et Peyo vont se tendre de plus en plus au fil des mois. La confiance va se rompre définitivement après un épisode écrit pour lutter contre la drogue dans lequel les scénaristes introduisent une sphère lumineuse qui entraîne une dépendance. Peyo va refuser catégoriquement cet épisode, mais NBC passe outre et le diffuse afin de participer à la campagne de lutte contre la drogue de Nancy Reagan. Cet épisode permet néanmoins à Peyo de recevoir des prix de divers organismes de défense des droits de l'enfant, dont l'un des mains du président des États-Unis, Ronald Reagan. Après cet épisode, Peyo refuse par principe tous les scénarios d'Hanna-Barbera et le studio se retrouve bloqué et risque un procès intenté par la NBC. Il faut une intervention d'Yvan Delporte, avec qui pourtant Peyo s'était brouillé depuis quelques mois, pour que la production puisse reprendre. Peyo est aussi obligé de créer pour chaque nouvelle saison des personnages supplémentaires. Pour rester dans l'esprit de la série, il introduit tout naturellement Johan et Pirlouit. Cependant, les studios vont pousser d'autres scénaristes à de nouvelles créations comme la sorcière Hoggata qui énerve Peyo, puis des elfes nommés Pixies refusés catégoriquement par Peyo de peur qu'ils ne s'en servent pour une série dérivée. Joe Barbera va ensuite longtemps insister pour qu'un chien soit introduit chez les Schtroumpfs. Après avoir longtemps refusé, Peyo cède pour un chien normal et pas un chien bleu. Lors de la dernière saison, Peyo, par lassitude, laisse tout passer et notamment l'idée des scénaristes d'envoyer les Schtroumpfs autour du Monde. Au terme de huit ans, NBC souhaite renouveler la programmation du samedi matin et la série s'interrompt après la création de 250 épisodes.
En France, un film V'la les Schtroumpfs sort au cinéma, mais il s'agit d'un remontage de trois épisodes inédits conçu pour surfer sur le succès de la série animée. Malgré un maigre succès, Claude Berda, qui a eu l'initiative de cette expérience, souhaite renouveler l'expérience et sortir pour Noël 1984 l'épisode Bébé Schtroumpf, inédit en Europe, rallongé avec des passages d'autres d'épisodes. Pour le promouvoir, Peyo accepte de produire un album inédit intitulé Le Bébé Schtroumpf. Mais sa santé extrêmement fragile, son diabète qui le fait parfois tomber en syncope et son moral à la limite de la dépression l'obligent une fois de plus à faire appel à François Walthéry et à Marc Wasterlain, qui produisent les 20 planches de l'histoire en six jours. Cet album, complété par des histoires inédites publiées quelques années auparavant dans Spirou est un grand succès.

## Distribution

### Voix originales
- Don Messick : Grand Schtroumpf, Azraël, Schtroumpf rêveur, Schtroumpf ramoneur, Schtroumpf frileux, Schtroumpf bûcheron
- Paul Winchell : Gargamel, Schtroumpf distrait
- Lucille Bliss : Schtroumpfette
- Danny Goldman : Schtroumpf à lunettes
- Frank Welker : Schtroumpf costaud, Schtroumpf poète, Schtroumpf mécanique, Pirlouit, Puppy, Némésis, Schtroumpf sauvage
- June Foray : Schtroumpf farceur, Mère Nature, Maman de Gargamel
- Michael Bell : Schtroumpf grognon, Schtroumpf bricoleur, Schtroumpf paresseux, Johan
- William Callaway : Schtroumpf maladroit, Schtroumpf Peintre
- Hamilton Camp : Schtroumpf gourmand, Schtroumpf musicien, Schtroumpf cordonnier
- Alan Oppenheimer : Schtroumpf coquet, Père Temps, Homnibus
- Marshall Efron : Schtroumpf sale
- Charles Adler : Schtroumpf nature
- Pat Musick : Schtroumpf colérique
- Noelle North : Schtroumpf molasson
- Jonathan Winters : Vieux Vieux Schtroumpf
- Alan Young : Schtroumpf paysan, Schtroumpf mineur, Schtroumpf peureux
- Julie McWhirter : Sassette, Bébé Schtroumpf
- Susan Blu : Mémé Schtroumpf
- Russi Taylor : Smogueule
- Kip King : Schtroumpf Tailleur, Schtroumpf qui a du flair
- Ronnie Schell : Schtroumpf bonasse, Schtroumpf reporter
- Pat Fraley : Schtroumpf batailleur
- Mona Marshall : Schtroumpf pleureur
- Rob Paulsen : Schtroumpf Marco
- Janet Waldo : Hogatha
- Amanda McBroom : Chlorhydris
- Keene Curtis : Balthazar
- Lennie Weinrib : Grossbouf
- Kenneth Mars : Roi des crapauds-démons
- Brenda Vaccaro : Scrupule
- René Auberjonois : Étranger
- Bob Holt : Roi
- Jennifer Darling : Princesse Sabina
- Linda Gary : Dame Barbara
- Kris Erik Stevens : Narrateur

### Voix françaises
- Gérard Hernandez : Grand Schtroumpf, Schtroumpf grognon, Schtroumpf peintre, Schtroumpf molasson, Schtroumpf chétif et Pirlouit.
- Francis Lax : Schtroumpf à lunettes, Schtroumpf maladroit, Schtroumpf colérique et le Vieux Vieux Schtroumpf.
- Serge Lhorca : Schtroumpf bricoleur, Schtroumpf poète, Schtroumpf peureux, Schtroumpf rêveur, Schtroumpf paysan, Schtroumpf sale, Schtroumpf qui a du flair, Roi Gérard.
- Albert Augier : Schtroumpf costaud, Homnibus, Schtroumpf gourmand et Schtroumpf musicien.
- Jacques Ferrière : Schtroumpf coquet, Schtroumpf tailleur, Schtroumpf farceur, Schtroumpf paresseux, Schtroumpf curieux, Schtroumpf nature, Schtroumpf qui ne sait pas dire non, Gourdi, Hogartha, Scrupule, Grossbouf, voix additionnelles
- Céline Monsarrat : Schtroumpfette
- Philippe Dumat : Gargamel, Sassette, Némésis, voix additionnelles
- François Leccia : Johan
- Roger Carel : diverses voix de remplacement
- Claude Chantal : diverses voix féminines

Version française réalisée par le studio SOFI
 Source et légende : version française (VF) sur RS Doublage et Planète Jeunesse.

## Genèse de la série
En 1976, Stuart R. Ross, un homme d'affaires américain, découvre les Schtroumpfs lors d'un voyage en Belgique. Il passe un accord avec les éditions Dupuis et Peyo, afin d'acquérir les droits des personnages pour les États-Unis. Par la suite, Ross lance les Schtroumpfs en s'associant avec Wallace Berrie and Co. Les figurines, et autres produits à l'image des Schtroumpfs remportent un énorme succès. Après avoir acheté une figurine pour sa propre fille, Fred Silverman, le président de NBC pensa qu'un dessin animé basé sur les Schtroumpfs serait une bonne idée afin de compléter sa programmation jeunesse du samedi matin.

## Utilisation de la musique classique
Les Schtroumpfs étaient connus pour leur utilisation fréquente de la Musique classique comme musique de fond ou comme thème pour des événements particuliers. Les travaux notables trouvés dans les Schtroumpfs comprennent :
- Isaac Albéniz, Suite española, "Asturias"
- Jean-Sébastien Bach, Brandenburg Concerto BWV 1047|No. 2, BWV 1047, Allegro moderato
- Jean-Sébastien Bach, Harpsichord concertos (J. S. Bach)|Concerto for harpsichord, strings & continuo No. 5, BWV 1056, Arioso. Largo
- Jean-Sébastien Bach, Orchestral suites (Bach)|Orchestral Suite Orchestral suites (Bach)#Suite No 1 in C major, BWV 1066|No. 3, BWV 1068, Gavotte
- Ludwig van Beethoven, Piano Sonata No. 8 (Beethoven)|Piano Sonata No. 8 (Pathétique), 1er mouvement.
- Ludwig van Beethoven, Piano Sonata No. 14 (Beethoven)|Piano Sonata No. 14 (Moonlight), 3e mouvement.
  - Les deux airs ci-dessus sont fréquemment utilisés dans des scènes où les Schtroumpfs sont en danger ou qui, autrement, ont beaucoup de tension dramatique.
- Ludwig van Beethoven, Piano Sonata No. 23 (Beethoven)|Piano Sonata No. 23 (Appassionata), 1er mouvement
- Ludwig van Beethoven, Symphony No. 1 (Beethoven)|Symphony No. 1, 1er mouvement
- Ludwig van Beethoven, Symphony No. 6 (Beethoven)|Symphony No. 6 (Pastoral), 1er et 4e mouvements
- Ludwig van Beethoven, Symphony No. 9 (Beethoven)|Symphony No. 9 (Choral), second mouvement
- Ludwig van Beethoven, Piano Sonata No. 23 (Beethoven)|Piano Sonata No. 23 (Appassionata), 1er mouvement
- Ludwig van Beethoven, Symphony No. 1 (Beethoven)|Symphony No. 1, 1er mouvement
- Ludwig van Beethoven, Symphony No. 6 (Beethoven)|Symphony No. 6 (Pastoral), 1er et 4e mouvements
- Ludwig van Beethoven, Symphony No. 9 (Beethoven)|Symphony No. 9 (Choral), second mouvement
- Hector Berlioz, Symphonie fantastique, second mouvement
- Léon Boëllmann, Suite gothique, Toccata
- Alexandre Borodine, Polovtsian Dances, Fifth Dance: "Dance of the Boys"
- Anton Bruckner, Symphony No. 2 (Bruckner)|Symphony No. 2, 3e mouvement
- Claude Debussy, Prélude à l'après-midi d'un faune
- Claude Debussy, Préludes (Debussy)|Prelude Book 2 No. 6, Général Lavine – eccentric
- Paul Dukas, L'Apprenti sorcier (Dukas)
- Edward Elgar, Pomp and Circumstance Marches|Pomp and Circumstance March No. 1 ("Land of Hope and Glory")
- Edward Elgar, The Wand of Youth, The Wand of Youth#First Suite|Suite No. 1
- César Franck, Symphony in D minor (Franck)|Symphony in D minor, premier et second mouvements
- Edvard Grieg, Peer Gynt: "Au matin" and "In the Hall of the Mountain King"
  - "Au matin" est souvent entendu lorsque Mère Nature fait son apparition
- Edvard Grieg, "Marche des Gnomes"
- Albert Ketèlbey, In a Persian Market
- Lev Knipper, Cavalry of the Steppes
- Zoltán Kodály, Háry János Suite
- Franz Liszt, Hungarian Rhapsody No. 2, Friska
- Franz Liszt, Piano Concerto No. 1 (Liszt)|Piano Concerto No. 1
- Franz Liszt, Totentanz (Liszt)|Totentanz
- Franz Liszt, Transcendental Étude No. 6 (Liszt)|Transcendental étude No. 6, "Vision"
- Félix Mendelssohn, Songs Without Words#Book 5, Op. 62 (1842–1844)|Spring Song
- Wolfgang Amadeus Mozart, The Magic Flute
- Wolfgang Amadeus Mozart, The Marriage of Figaro
- Wolfgang Amadeus Mozart, Symphony No. 35 (Mozart)|Symphony No. 35 in D major, K.385 "Haffner", Symphony No. 35 (Mozart)#IV. Presto|4e mouvement
- Wolfgang Amadeus Mozart, Symphony No. 40 (Mozart)|Symphony No. 0 in G minor, K.550, 1er mouvement
- Modeste Moussorgski, Tableaux d'une exposition : Gnomus, Tuileries
- Modeste Moussorgski, Une nuit sur le mont Chauve
- Sergueï Prokofiev, Symphony No. 1 (Prokofiev)|Symphony No. 1 ("Classical"): Gavotta
- Sergueï Prokofiev, Roméo et Juliette (Prokofiev)|Roméo et Juliette
- Sergueï Prokofiev, Pierre et le loup
- Sergueï Prokofiev, Lieutenant Kijé (Prokofiev)|Lieutenant Kijé
- Sergueï Prokofiev, Scythian Suite
- Sergueï Rachmaninov, Prelude in G minor (Rachmaninoff)|Prelude in G minor
- Maurice Ravel, Gaspard de la nuit: Le gibet
- Nikolaï Rimski-Korsakov, Schéhérazade (Rimski-Korsakov)
- Nikolaï Rimski-Korsakov, The Snow Maiden: Dance of the Tumblers
- Nikolaï Rimski-Korsakov, Le Coq d'or (opéra)
- Nikolaï Rimski-Korsakov, Le Vol du bourdon
- Gioachino Rossini, Guillaume Tell (opéra)
- Camille Saint-Saëns, Symphony No. 3 (Saint-Saëns)|Symphony No. 3 ("Organ"), premier mouvement
- Franz Schubert : Rosamunde: Ballet Music No. 2
- Franz Schubert : Serenade
- Franz Schubert, Symphonie no 8 de Schubert, 1er mouvement, utilisé comme thème de Gargamel et dans des scènes où les Schtroumpfs sont en danger
- Jean Sibelius, Finlandia (poème symphonique)
- Richard Strauss, Till Eulenspiegels lustige Streiche
- Igor Stravinsky, L'Oiseau de feu
- Igor Stravinsky, Le Sacre du printemps
- Igor Stravinsky, Petrouchka, danse Russe
- Piotr Ilitch Tchaïkovski, Natha Waltz
- Piotr Ilitch Tchaïkovski, Russian Dance
- Piotr Ilitch Tchaïkovski, Casse-Noisette
- Piotr Ilitch Tchaïkovski, The Seasons: June, August
- Piotr Ilitch Tchaïkovski, Le Lac des cygnes
- Piotr Ilitch Tchaïkovski, Symphony No. 4: Finale (Allegro con fuoco)
- Piotr Ilitch Tchaïkovski, Symphony No. 6 (Tchaikovsky)|Symphony No. 6 ("Pathétique"), second thème du 1er mouvement.
- Piotr Ilitch Tchaïkovski, Roméo et Juliette (Tchaïkovski)
- Richard Wagner, Die Meistersinger von Nürnberg Overture
- Richard Wagner, The Ring

## Générique français
En France, la série connaîtra plusieurs génériques dont les plus connus sont ceux interprétés par Dorothée.
AB productions obtient la licence d'exploitation musicale de la marque "Schtroumpfs" pour cinq ans en 1983.
Les chansons sont des play back orchestre hollandais dont le texte français a été adapté par Jean-Luc Azoulay ou par Michel Jourdan.
- 1982 : Les Schtroumpfs (saison 1)

Lors de sa première diffusion en Belgique sur la RTBF, le générique sera interprété par Michel Barouille.
En France, le même générique est interprété par Dorothée.
- 1983 : V'là les Schtroumpfs (saison 2 et 3)

Correspondant au film homonyme (compilation de plusieurs épisodes), la chanson est interprétée par Dorothée. 
- 1984 : Le Bébé Schtroumpf (cinéma uniquement)

Correspondant au film homonyme (compilation de plusieurs épisodes), la chanson est interprétée par Dorothée et le Schtroumpf grognon. 
- 1986 : Le Pays des Schtroumpfs (saison 4 à 7)

La série passe d'Antenne 2 à La Cinq. Le générique est toujours chanté par Dorothée.
- 1988 : Les P'tits Schtroumpfs (saison 1 et 2 en rediffusion)

En 1988, AB productions n'a plus la licence des Schtroumpfs. Les disques Adès la récupèrent.
Correspondant au film homonyme compilant plusieurs épisodes des saisons 5 et 6, la chanson est interprétée par Marie Dauphin. Le générique est utilisé avec des paroles différentes pour la rediffusion des saisons 1 et 2 dans Bonjour les baskets à partir du 14 septembre 1988 jusqu'au 16 avril 1990 dans Éric et Noëlla sur Antenne 2.
- 1995 : Le Monde merveilleux (saison 9)

Après avoir disparu de la télévision française, à la suite du dépôt de bilan de La Cinq en avril 1992, « Les Schtroumpfs » reviennent sur France 2 à partir du 4 janvier 1995. La chanson utilisée est alors « Le Monde Merveilleux » extraite de La Schtroumpf Party , sur les images du générique de la saison 8. 
Profitant de l'été, Thierry Culliford (le fils de Peyo) lance en collaboration avec la chaîne La Schtroumpf Party disponible en CD. Il s'agit d'une compilation de tubes dance des années 1990, avec des paroles françaises signées V&T Culliford. Ed. IMPS 1995 France Télévision Distribution. Deux autres compilations suivront en 1996 et 1997.
- 1998 : Viens au pays des Schtroumpfs (saison 1 à 9) [22]

Enfin, dès 1999 sur Télétoon, puis sur M6 dès 2003. La version toujours utilisée actuellement est interprétée par des enfants.